# Ден Ренолдс
Данијел Колтер Ренолдс (енгл. Daniel Coulter Reynolds; Лас Вегас, 14. јул 1987) амерички је певач и текстописац. Главни је вокалиста поп рок групе Imagine Dragons.

## Биографија
Рођен је 14. јула 1987. године у Лас Вегасу. Син је Кристен М. (девојачко Калистер) и Роналда Ренолдса, који с њим урачунатим имају деветоро деце (осам дечака и једна девојчица). Оба родитеља су му родом из Неваде, а Ренолдс је 4. генерација. Био је члан Цркве Исуса Христа светаца последњих дана. Када је имао 19 година, две године је волонтерао са пуним радним временом као мисионар у Небраски.
У марту 2011. оженио се Ажом Волкман, с којом има три ћерке и сина. У априлу 2018. објавио да ће се развести након нешто више од седам година брака. Међутим, у новембру 2018. објавио је, заједно са издавањем песме Bad Liar групе Imagine Dragons, да он и Волкманова никада нису прошли кроз развод, да је она помогла у писању песме са њим раније ове године, те да су поново заједно. Затим је у септембру 2022. објавио да су се поново разишли, док је Волкманова у априлу 2023. поднела захтев за развод.

## Дискографија
Студијски албуми
- (2012)
- (2015)
- (2017)
- (2018)
- (2021)
- (2022)